# Tippah County Lake
Der Tippah County Lake ist ein See im Tippah County im US-Bundesstaat Mississippi. Seine Fläche beträgt 0,66 km², er hat eine maximale Tiefe von 10 Meter. Betrieben wird er vom Mississippi Department of Wildlife, Fisheries and Parks.
Der See wurde 1974 zur hauptsächlichen Nutzung des Freizeitfischens und der Naherholung angelegt.
Vorkommende Fischarten sind größtenteils Sonnenbarsche, wie Blauer Sonnenbarsch und Forellenbarsch, sowie Katzenwelse.